# Брюэртон, Джордж Дуглас

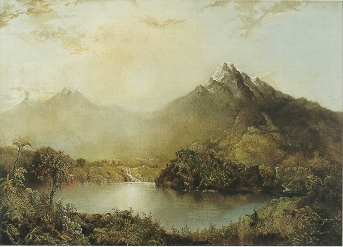
Дж. Г. Брюэртон, «Тропический рассвет»

Джордж Дуглас Брюэртон (англ. George Douglas Brewerton; 1820, Ньюпорт (Род-Айленд) — 1901, Фордхем, Нью-Йорк) — американский художник, журналист и поэт.

## Биография
Сын бригадного генерала Генри Брюэртона, занимавшего в 1845—1852 годах должность суперинтенданта Военной академии в Вест-Пойнте. Окончил эту академию, среди его учителей, в частности, был преподававший военным рисунок Роберт Уир. В 1848 году в чине лейтенанта отправился в только что присоединённую к США Новую Мексику и Калифорнию в составе отряда, приданного соединению Кита Карсона. От этого похода остались рисунки и пейзажи Брюэртона, а также путевой очерк «Поход с Китом Карсоном через Великую Американскую пустыню и Скалистые горы» (англ. A ride with Kit Carson through the Great American Desert and the Rocky Mountains; 1853), опубликованный в журнале «Harper’s Magazine» и выпущенный отдельным изданием. В дальнейшем Брюэртон продолжал сотрудничать с этим журналом, напечатав в нём, в частности, очерк «В стране баффало» (In the buffalo country; 1862) об охоте на бизонов.
В дальнейшем напечатал ещё ряд репортажных очерков:
- «Война в Канзасе» (The War in Kansas; or, A Rough Trip to the Border; 1856),
- «Войны на западной границе, или Новые жилища и чужие люди» (Wars of the Western Border; or, New Homes and a Strange People; 1856),
- «Ида Льюис, героиня из Лайм-Рока» (Ida Lewis, the Heroine of Lime Rock; 1869 — о знаменитой смотрительнице маяка, спасшей много человеческих жизней).

Опубликовал два сборника стихов и множество стихотворений в периодике; Брюэртону принадлежит, помимо прочего, стихотворение «Боже, благослови Союз» (May God Save the Union), положенное на музыку Карлом Вольфсоном и ставшее популярным гимном в армии северян во время Гражданской войны в США.